# Madonna dell'Acqua
Madonna dell'Acqua è una frazione del comune italiano di San Giuliano Terme, nella provincia di Pisa, in Toscana.

## Geografia fisica
La frazione si sviluppa a nord della riva destra del fiume Morto, nella valle del Serchio, al confine con i quartieri nord-occidentali della città di Pisa. Il paese si sviluppa lungo la strada statale 1 Via Aurelia in direzione di Migliarino ed è delimitato ad ovest dal tracciato della ferrovia Tirrenica. Il nucleo storico di Madonna dell'Acqua è adagiato sulle rive del fiume Morto, mentre l'odierno centro del paese moderno si sviluppa poco più a nord, in una piana interessata da vari corsi d'acqua e canali, come il fosso Doppio, l'antifosso di Canova e il fosso del Pero.

## Storia
Il nucleo storico della frazione consiste in un gruppo di case poste sulla riva destra del fiume Morto, dove nel 1647 venne edificata un piccolo santuario nel punto in cui era situata un'edicola contenente un'immagine della Madonna dell'Acqua, venerata perché secondo la tradizione aveva salvato la locale popolazione da un'alluvione. La frazione si è poi popolata intorno al santuario nei secoli successivi, in un punto di confine tra i comuni di Pisa e di San Giuliano Terme. Nel 1845 sono contati a Madonna dell'Acqua 918 abitanti, dei quali 748 nel territorio di San Giuliano e 170 abitanti nella porzione appartenente al comune di Pisa. La frazione si è poi sviluppata notevolmente nel corso del XX secolo e conta nel 2011 circa 1 500 abitanti.

## Monumenti e luoghi d'interesse
- Chiesa del Santissimo Redentore, chiesa parrocchiale della frazione, è situata in via delle Murella.[4] La sua costruzione fu iniziata nel 1963, con progetto redatto dall'architetto Gaetano Nencini e dall'ingegnere Luigi Pera,[4] per andare a servire il moderno centro del paese che si era andato a formare negli anni successivi alla seconda guerra mondiale. La chiesa fu consacrata dall'arcivescovo Benvenuto Matteucci nel 1972.[4]

- Chiesa della Santissima Concezione, meglio nota come santuario della Madonna dell'Acqua,[5] è situata sulle sponde del fiume Morto ed è stata edificata nel 1647 su progetto dell'ingegnere Stefano Maruscelli. All'interno è custodita la venerata immagine della Madonna dell'Acqua, posta sull'altare maggiore, mentre interessanti sulle pareti sono i cicli di affreschi del XVIII secolo con Scene della vita di Maria e figure allegoriche, frutto della collaborazione dei pisani Giovanni Battista Tempesti e Mattia Tarocchi.[6]